# Hvala, ne!
»Hvala, ne!« je slovenska evrovizijska skladba Lee Sirk iz leta 2018. Skladbo sta napisala Lea Sirk (glasba, besedilo) in Tomy Declerque (glasba).

## EMA 2018
17. februarja 2018 sta jo predstavila na predizboru 24. izvedbe EME in se po izboru gledalcev z 1264 glasovi kot tretja najboljša uvrstila v veliki finale EME.
24. februarja 2018, torej teden dni kasneje je v velikem finalu 24. izvedbe EME, po enakovrednem izboru občinstva in strokovne žirije, zmagala z 116 točkami pred skladbo »Promise« skupine BQL.

## Evrovizija 2018
10. maja 2018 je Sirkova nastopila v drugem polfinalu, kjer je z 132 točkami zasedla 8. mesto in se kot skupno peti slovenski predstavnik, po treh letih znova uvrstila v veliki finale Evrovizije.
12. maja 2018, je v velikem finalu Evrovizije 2018 v Lizboni z 64 točkami zasedla končno 22. mesto od 26 udeležencev. Vsega skupaj, z obema polfinaloma vred pa je sicer  nastopilo 43 držav.

## Snemanje
Skladba je bila izdana na uradni album kompilaciji prireditve Eurovision Song Contest Vienna 2015 - Building Bridges pri založbi Universal Music Group na zgoščenki.

## Zasedba

### Produkcija
- Lea Sirk – glasba, besedilo, producent
- Tomy Declerque – glasba, aranžma, producent

### Studijska izvedba
- Lea Sirk – vokal

## Single plošča
Zgoščenka
1. »Hvala, Ne!« – 2:59
2. »Hvala, Ne!« (karaoke) – 2:59
3. »Hvala, Ne!« (instrumentalna verzija) – 2:59

## Lestvice

### Tedenska lestvica
| Lestvica (2018)      | Najvišje mesto |
| -------------------- | -------------- |
| Slovenija (SloTop50) | 9              |

## Videospot
25. aprila 2018, je izšel uradni videospot, ki ga je režiral Perica Rai v produkciji Mediaspot videos. Posneli so ga so v ljubljanskem klubu Cirkus, igrala pa sta Ylenia Mahnič in Tine Ugrin.